# 1967 год
1967 (ты́сяча девятьсо́т шестьдеся́т седьмо́й) год  по григорианскому календарю — невисокосный год, начинающийся в воскресенье. Это 1967 год нашей эры, 7‑й год 7‑го десятилетия XX века 2‑го тысячелетия, 8‑й год 1960‑х годов. Он закончился 58 лет назад.
| Пн | Вт | Ср | Чт | Пт | Сб | Вс |
|    |    |    |    |    |    | 1  |
| 2  | 3  | 4  | 5  | 6  | 7  | 8  |
| 9  | 10 | 11 | 12 | 13 | 14 | 15 |
| 16 | 17 | 18 | 19 | 20 | 21 | 22 |
| 23 | 24 | 25 | 26 | 27 | 28 | 29 |
| 30 | 31 |    |    |    |    |    |

| Пн | Вт | Ср | Чт | Пт | Сб | Вс |
|    |    | 1  | 2  | 3  | 4  | 5  |
| 6  | 7  | 8  | 9  | 10 | 11 | 12 |
| 13 | 14 | 15 | 16 | 17 | 18 | 19 |
| 20 | 21 | 22 | 23 | 24 | 25 | 26 |
| 27 | 28 |    |    |    |    |    |

| Пн | Вт | Ср | Чт | Пт | Сб | Вс |
|    |    | 1  | 2  | 3  | 4  | 5  |
| 6  | 7  | 8  | 9  | 10 | 11 | 12 |
| 13 | 14 | 15 | 16 | 17 | 18 | 19 |
| 20 | 21 | 22 | 23 | 24 | 25 | 26 |
| 27 | 28 | 29 | 30 | 31 |    |    |

| Пн | Вт | Ср | Чт | Пт | Сб | Вс |
|    |    |    |    |    | 1  | 2  |
| 3  | 4  | 5  | 6  | 7  | 8  | 9  |
| 10 | 11 | 12 | 13 | 14 | 15 | 16 |
| 17 | 18 | 19 | 20 | 21 | 22 | 23 |
| 24 | 25 | 26 | 27 | 28 | 29 | 30 |

| Пн | Вт | Ср | Чт | Пт | Сб | Вс |
| 1  | 2  | 3  | 4  | 5  | 6  | 7  |
| 8  | 9  | 10 | 11 | 12 | 13 | 14 |
| 15 | 16 | 17 | 18 | 19 | 20 | 21 |
| 22 | 23 | 24 | 25 | 26 | 27 | 28 |
| 29 | 30 | 31 |    |    |    |    |

| Пн | Вт | Ср | Чт | Пт | Сб | Вс |
|    |    |    | 1  | 2  | 3  | 4  |
| 5  | 6  | 7  | 8  | 9  | 10 | 11 |
| 12 | 13 | 14 | 15 | 16 | 17 | 18 |
| 19 | 20 | 21 | 22 | 23 | 24 | 25 |
| 26 | 27 | 28 | 29 | 30 |    |    |

| Пн | Вт | Ср | Чт | Пт | Сб | Вс |
|    |    |    |    |    | 1  | 2  |
| 3  | 4  | 5  | 6  | 7  | 8  | 9  |
| 10 | 11 | 12 | 13 | 14 | 15 | 16 |
| 17 | 18 | 19 | 20 | 21 | 22 | 23 |
| 24 | 25 | 26 | 27 | 28 | 29 | 30 |
| 31 |    |    |    |    |    |    |

| Пн | Вт | Ср | Чт | Пт | Сб | Вс |
|    | 1  | 2  | 3  | 4  | 5  | 6  |
| 7  | 8  | 9  | 10 | 11 | 12 | 13 |
| 14 | 15 | 16 | 17 | 18 | 19 | 20 |
| 21 | 22 | 23 | 24 | 25 | 26 | 27 |
| 28 | 29 | 30 | 31 |    |    |    |

| Пн | Вт | Ср | Чт | Пт | Сб | Вс |
|    |    |    |    | 1  | 2  | 3  |
| 4  | 5  | 6  | 7  | 8  | 9  | 10 |
| 11 | 12 | 13 | 14 | 15 | 16 | 17 |
| 18 | 19 | 20 | 21 | 22 | 23 | 24 |
| 25 | 26 | 27 | 28 | 29 | 30 |    |

| Пн | Вт | Ср | Чт | Пт | Сб | Вс |
|    |    |    |    |    |    | 1  |
| 2  | 3  | 4  | 5  | 6  | 7  | 8  |
| 9  | 10 | 11 | 12 | 13 | 14 | 15 |
| 16 | 17 | 18 | 19 | 20 | 21 | 22 |
| 23 | 24 | 25 | 26 | 27 | 28 | 29 |
| 30 | 31 |    |    |    |    |    |

| Пн | Вт | Ср | Чт | Пт | Сб | Вс |
|    |    | 1  | 2  | 3  | 4  | 5  |
| 6  | 7  | 8  | 9  | 10 | 11 | 12 |
| 13 | 14 | 15 | 16 | 17 | 18 | 19 |
| 20 | 21 | 22 | 23 | 24 | 25 | 26 |
| 27 | 28 | 29 | 30 |    |    |    |

| Пн | Вт | Ср | Чт | Пт | Сб | Вс |
|    |    |    |    | 1  | 2  | 3  |
| 4  | 5  | 6  | 7  | 8  | 9  | 10 |
| 11 | 12 | 13 | 14 | 15 | 16 | 17 |
| 18 | 19 | 20 | 21 | 22 | 23 | 24 |
| 25 | 26 | 27 | 28 | 29 | 30 | 31 |

## События

### Январь
- 1 января — центральное правительство Лаоса провело парламентские выборы на подконтрольной себе территории, не достигнув соглашения с другими военно-политическими группировками страны. Таким образом, правительство во Вьентьяне потеряло трёхсторонний характер[1].
- 4 января — в бывшей резиденции президента Ганы Кваме Нкрумы в Абури (близ Аккры, Гана) началось двухдневное совещание Высшего военного совета Нигерии, утвердившее новые принципы управления Нигерией, ослабившие федеральную власть[2].
- 9 января — началось строительство Волжского автомобильного завода в городе Тольятти[3].
- 12 января — впервые крионирован человек, им стал Джеймс Бедфорд.
- 13 января — военный переворот в Того. Главой страны на 38 лет стал Гнассингбе Эйадема.
- 18 января — советская автоматическая межпланетная станция «Луна-12», окончив работу, упала на поверхность Луны.
- 22 января — Национальный конгресс Бразилии принял новую Конституцию страны, которая вступила в действие 15 марта.
- 25 января — около 70 китайских студентов, возвращавшихся из Европы в КНР, блокировали мавзолей Ленина на Красной площади в Москве. После подавления беспорядков они были высланы в Китай[4];
- 26 января — хунвэйбины («Красные стражи») начали осаду здания советского посольства в Пекине как ответный шаг на высылку китайских студентов из Москвы[5];
- 27 января
  - На космодроме мыса Канаверал при проведении наземных испытаний ракеты-носителя «Сатурн-1Б» и космического корабля «Аполлон-1» произошёл пожар в кабине корабля. В этот момент в ней находились американские астронавты Вирджил Гриссом, Эдвард Уайт и Роджер Чаффи, которые погибли.
  - СССР, США и Великобритания подписали Договор «О принципах деятельности государств по исследованию и использованию космического пространства, включая Луну и другие небесные тела».
- 28 января — опубликовано заявление правительства СССР правительству Японии в связи с использованием США её территории, людских и материальных ресурсов для агрессии во Вьетнаме.
- 29 января — на парламентских выборах в Японии правящая Либерально-демократическая партия получила 48,8 % голосов и 277 из 486 мест в Палате представителей.
- 31 января — в пекинском аэропорту хунвейбины блокировали самолёты с советскими специалистами, возвращавшимися из Вьетнама[6];

### Февраль
- 5 февраля — в Никарагуа состоялись выборы президента и Национального собрания. Президентом избран генерал А. Сомоса.
- 6 февраля — в Пекине хунвейбины ворвались в торговое представительство СССР[7].
- 13 февраля — в Бразилии военное правительство ввело в обращение «новый крузейро», равный 1000 старых крузейро[8].
- 14 февраля — в Мехико подписан Договор о запрещении ядерного оружия в Латинской Америке и Карибском бассейне (Договор Тлателолько).
- 15 февраля — состоялся последний пуск ракеты Diamant-A с искусственным спутником Земли «Diadem-2» с французского космодрома Хаммагир в Алжире[9].
- 17 февраля — правительство Японии после очередных парламентских выборов вновь возглавил Э. Сато
- 27 февраля — начался визит императора Эфиопии Хайле Селассие I в СССР. Он провёл переговоры с руководителями Советского Союза, посетил Ленинград. Визит был завершён 2 марта[10];

### Март
- 1 марта — на пост президента Уругвая вступил генерал Оскар Хестидо.
- 3 марта — в Черниговской области потерпел катастрофу стратегический бомбардировщик «Ту-16». Погиб весь экипаж, 6 человек[11].
- 5 марта — авиакатастрофа Convair 580 в Марселлесе — крупнейшая в штате Огайо (США) (38 погибших).
- 6 марта
  - Дочь И. В. Сталина Светлана Аллилуева обратилась в американское посольство в Дели с просьбой предоставить ей политическое убежище.
  - Президентом Сальвадора избран Фидель Санчес Эрнандес.
- 7 марта — постановлением ЦК КПСС, Совета министров СССР и ВЦСПС введена пятидневная рабочая неделя с двумя выходными днями.
- 12 марта — временный народный консультативный конгресс Индонезии лишил президента страны Сукарно всех его полномочий и назначил генерала Сухарто исполняющим обязанности президента страны.
- 14 марта — в СССР введена пятидневная рабочая неделя с двумя выходными днями.
- 15 марта
  - В Варшаве заключён Договор о дружбе, сотрудничестве и взаимной помощи между ГДР и ПНР сроком на 20 лет, подтверждающий нерушимость границы по Одеру и Нейсе[12].
  - На пост президента Бразилии вступил Артур да Коста-и-Силва.
- 17 марта
  - В Праге заключён Договор о дружбе, сотрудничестве и взаимной помощи между ГДР и ЧССР, констатировавший недействительность Мюнхенского соглашения 1938 года[12].
  - В Сьерра-Леоне состоялись всеобщие выборы, победу на которых одержала партия Всенародный Конгресс во главе с С. Стивенсом.
- 18 марта — в Габоне состоялись всеобщие выборы. Президентом страны переизбран Леон Мба.
- 19 марта — во французской заморской территории Французский берег Сомали проведён референдум (большинство избирателей высказались за сохранение статуса заморской территории Франции, но с расширением автономии).
- 21 марта — военный переворот в Сьерра-Леоне. Премьер-министром страны провозглашён генерал Дэвид Лансана.
- 23 марта — новый военный переворот в Сьерра-Леоне. Власть перешла к «Национальному Совету Преобразований» (НСП) во главе с генералом Эндрю Джаксон-Смитом.

### Апрель
- 1 апреля — премьера кинофильма «Кавказская пленница, или Новые приключения Шурика».
- 2 апреля — в Аден (НДРЙ) прибыла специальная миссия ООН для контроля над выполнением резолюции Генеральной Ассамблеи ООН от 12 января 1966 года о Южном Йемене. Миссия провалилась, так как Национальный фронт отказался вести переговоры и продолжил вооружённую борьбу за независимость страны[13].
- 3 апреля
  - СССР и Малайзия установили дипломатические отношения[14].
  - В Греции сформировано новое правительство во главе с П. Канеллопулосом.
  - В Нидерландах сформировано новое правительство во главе с П. де Йонгом.
- 4 апреля
  - Президентом Ирака избран генерал А. Р. Ареф.
  - Вся полнота власти в Камбодже передана принцу Нородому Сиануку.
- 6 апреля
  - Рабочий посёлок Певек Магаданской области преобразован в город областного подчинения.
  - авиакатастрофа Ил-18 правительственного авиаотряда под Домодедово.
- 8 апреля
  - Греки и турки возобновили боевые действия вблизи Лимасола, Кипр.
  - В СССР принят Указ Президиума Верховного совета РСФСР «О принудительном лечении и трудовом перевоспитании злостных пьяниц (алкоголиков)».
  - Во Франции утверждён новый состав правительства во главе с Ж. Помпиду.
- 11 апреля — новым премьер-министром Ямайки назначен Х. Ширер.
- 12 апреля — Министром обороны СССР вместо умершего 31 марта Маршала Советского Союза Р. Я. Малиновского назначен Маршал Советского Союза А. А. Гречко.
- 14 апреля — во время торжеств по случаю 60-летия президента и диктатора Гаити Франсуа Дювалье в столице страны Порт-о-Пренсе взорвалось несколько бомб. Взрывы были организованы гаитянской оппозицией и послужили поводом для начала массовых репрессий.
- 17 апреля
  - Космическая станция «Сервейер-3» совершила мягкую посадку на Луну.
  - Группа офицеров разведки во главе с лейтенантом Сэмюэлем Артуром попыталась свергнуть военный режим генерала Д. Анкры в Гане. Мятеж был подавлен[15]. Все руководители мятежа казнены 26 мая[15].
  - Королева Великобритании Елизавета II учредила орден Канады.
- 20 апреля — Катастрофа Britannia под Никосией — крупнейшая авиакатастрофа на Кипре (126 погибших).
- 21 апреля 
  - За несколько дней до проведения всеобщих выборов в Греции полковник Г. Пападопулос осуществил военный переворот и установил режим «чёрных полковников» (сохранявший власть до июля 1974). Премьер-министром страны назначен К. Колиас[16].
  - Постановление Совета Министров СССР «О мерах по дальнейшему развитию экономики и культуры народностей Севера».
- 23 апреля
  - Смена руководства Никарагуанской социалистической рабочей партии (позже коммунистическая, марксистско-ленинская). Из неё исключена группа лидеров, выступавшая за вооружённую борьбу с режимом А. Сомосы, включая основателей партии Х. Лорио, Э. Альтамирано и М. Переса Эстраду, обвинённая в оппортунизме и консерватизме, а 23 апреля был провозглашён Днём партии.
  - Осуществлён запуск ракеты-носителя «Союз», которая вывела на околоземную орбиту советский пилотируемый космический корабль «Союз-1». Корабль пилотировал лётчик-космонавт Владимир Михайлович Комаров (дублёр — Ю. А. Гагарин).
- 24 апреля — после аварийного полёта при посадке близ г. Орска (Оренбургская область) разбился спускаемый аппарат космического корабля «Союз-1». Лётчик-космонавт В. М. Комаров погиб. Причиной аварии стало нераскрытие парашютов.
- 26 апреля — английский протекторат Свазиленд получил внутреннее самоуправление. Главой государства объявлен король Собуза II.
- 28 апреля — в Монреале открылась Всемирная выставка «ЭКСПО-67» (закрылась 29 октября).

### Май
- 1 мая — на пост президента Никарагуа вступил представитель семейства Сомоса, бывший командующий Национальной гвардией генерал Анастасио Сомоса.
- 2 мая — новым премьер-министром Камбоджи назначен Сон Санн.
- 3 мая — президентские выборы в Южной Корее. Президент Пак Чон Хи вновь одержал победу.
- 4 мая — в очередной раз президентом Либерии переизбран У. Табмен.
- 8 мая — в Александровском саду, у Кремля, открыт мемориальный ансамбль «Могила Неизвестного солдата».
- 10 мая — новым премьер-министром Ирака вместо подавшего в отставку Наджи Талиба возглавил президент страны Абдель Рахман Ареф.
- 11 мая — Ирландия официально обратилась с просьбой о принятии в Европейское экономическое сообщество.
- 16 мая — последний концерт бельгийского автора-исполнителя песен Жака Бреля.
- 17 мая — президентом Югославии переизбран Иосип Броз Тито.
- 18 мая
  - Председателем КГБ назначен Ю. В. Андропов.
  - Египет потребовал вывода войск ООН с Синайского полуострова. Требование удовлетворено, начиная со следующего дня[17].
- 21 мая — состоялась официальная церемония закрытия французского космодрома Хаммагир на территории Алжира. К 30 июня космодром был эвакуирован[9].
- 23 мая
  - В США в результате мощной вспышки на Солнце была парализована работа радаров системы раннего предупреждения, предназначенной для обнаружения советских МБР. ВВС США, не зная о причинах произошедшего, привели свои самолёты в состояние полной боевой готовности, однако своевременное сообщение от военных синоптиков о возможной причине отказа радаров предотвратило возможную ядерную войну[18].
  - Президент Египта Г. А. Насер объявил о закрытии залива Акаба для израильских судов и кораблей стран, поставлявших стратегические материалы в Израиль.
- 27 мая — Высший военный совет Нигерии ввёл чрезвычайное положение на всей территории страны и декретом разделил её на 12 штатов после того, как Консультативная ассамблея Восточной Нигерии приняла решение о провозглашении независимости[19].
- 30 мая
  - Военный губернатор Восточной Нигерии полковник Одумегву Оджукву заявил о выходе провинции из состава Нигерии и провозгласил Республику Биафра[19].
  - В ходе визита короля Иордании Хусейна в Египет подписано соглашение о взаимной обороне сроком на 5 лет.

### Июнь
- 1 июня — вышел альбом «Битлз» «Sgt. Pepper’s Lonely Hearts Club Band» — «лучший альбом всех времён и народов» по версии журнала «Rolling Stone».
- 2 июня — убийство западноберлинским полицейским студента Бенно Онезорга.
- 5 июня — начало Шестидневной войны. Алжир, Ливия, Ирак, Кувейт, Саудовская Аравия, Бахрейн, Катар и Абу-Даби объявили о прекращении продажи нефти любой стране, которая окажет помощь Израилю.
- 6 июня
  - Глава федерального правительства Нигерии Якубу Говон отдал приказ ликвидировать самопровозглашённую Республику Биафра.
  - ОАР, Сирия, Судан, Алжир, Йемен и Ирак разорвали дипломатические отношения с США. Сирия, Ирак и Судан разорвали дипломатические отношения с Великобританией.
- 8 июня — президент Египта Гамаль Абдель Насер заявил по телевидению о своей отставке и передаче власти Закарии Мохиэддину. Отставка не была принята[20].
- 9 июня — в Москве состоялась встреча руководителей коммунистических и рабочих партий и правительств социалистических стран — НРБ, ВНР, ГДР, ПНР, СРР, СССР, ЧССР, СФРЮ. Рассматривался вопрос о положении на Ближнем Востоке.
- 10 июня
  - Конец Шестидневной войны.
  - СССР заявил о разрыве дипломатических отношений с Израилем.
  - Национальной ассамблеей Сомали президентом страны избран Абдирашид Али Шермарк[21].
  - В Приморском крае потерпел катастрофу стратегический бомбардировщик «Ту-16», погиб весь экипаж, 4 человека[11].
  - Состоялась свадьба наследницы престола Дании принцессы Маргрете и французского дипломата графа Анри де Лаборд де Монпеза, которому по этому случаю был присвоен титул принца Хенрика[22].
- 10 июня — 13 июня — НРБ, ВНР, Гвинея, Мавритания, ЧССР и СФРЮ разорвали дипломатические отношения с Израилем.
- 12 июня — осуществлён запуск АМС «Венера-4». 18 октября станция достигла Венеры и осуществила попытку посадки на планету. На основе переданных измерений была полностью пересмотрена модель атмосферы Венеры, и была получена новая оценка давления у поверхности — около 100 атм.
- 17 июня — Китайская Народная Республика произвела успешное испытание своей первой водородной бомбы[23].
- 19 июня — министр иностранных дел Великобритании заявил, что Южный Йемен получит независимость к 9 января 1968 года[24].
- 20 июня — арабские повстанцы в Адене убили 22 британских солдата, захватив Кратер, один из районов Адена[25].
- 22 июня
  - Израиль формально аннексировал Восточный Иерусалим[26].
  - В Южном Йемене партизаны Национального фронта захватили район Эд-Дали и арестовали местного эмира[27].
- 23 июня — в Гласборо (США) произошла первая встреча президента США Линдона Джонсона и Председателя Совета министров СССР А. Н. Косыгина по ближневосточному вопросу. Вторая встреча произошла там же 25 июня.
- 24 июня — 25 июня — серия разрушительных смерчей категорий F2-F5 пронеслась по Франции, Бельгии, Нидерландам и Германии, вызвав гибель 15 человек[28].
- 25 июня — в Южном Йемене партизаны Национального фронта захватили район Шуэйб и арестовали местного шейха вместе с семьёй[27].

### Июль
- 1 июля — на пост президента Сальвадора вступил бывший министр внутренних дел полковник Фидель Санчес[29].
- 2 июля
  - На выборах в ГДР правящая СЕПГ получила 100 из 583 в Народной палате (все места достались Национальному фронту).
  - Американскими военными спутниками «Vela 4A» и «Vela 4B» случайно обнаружен первый космический гамма-всплеск, получивший обозначение GRB 670702.
  - Столкновение самолёта Ан-2 и вертолёта Ми-6 над Сургутом, погибли 9 человек.
- 6 июля — федеральная армия Нигерии начала операцию «Единорог» по ликвидации Республики Биафра — началась Гражданская война в Нигерии.
- 14 июля — подписана Конвенция, учреждающая Всемирную организацию интеллектуальной собственности.
- 16 июля — администрация Гонконга арестовала 600 коммунистов (30 июля администрации предоставлены чрезвычайные полномочия).
- 19 июля — над Хендерсонвиллом (Северная Каролина, США) столкнулись самолёты Boeing 727 и Cessna 310, погибли 82 человека.
- 25 июля — Норвегия официально обратилась с просьбой о принятии в Европейское экономическое сообщество.
- 27 июля — над полигоном ПВО СССР Капустин Яр (Астраханская область) столкнулись 2 стратегических бомбардировщика «Ту-16», погибли 10 человек[11].
- 29 июля 
  - Землетрясение в Венесуэле, погибли 236 человек.
  - Пожар на американском авианосце «Форрестол», 134 погибших.

### Август
- 5 августа
  - Взрыв ракеты УР-100 в 36 гвардейской Венской Краснознамённой ракетной дивизии, погибло 13 человек. Вторая по количеству жертв при обслуживании ракет, после катастрофы на Байконуре в 1960 году.
  - Вышел дебютный альбом группы «Pink Floyd» «The Piper at the Gates of Dawn».
- 6 августа — во Франции при тушении большого лесного пожара потерпел катастрофу советский вертолёт Ми-6ПЖ. Экипаж в составе девяти человек во главе с командиром Ю. А. Гарнаевым погиб.
- 7 августа — британская колония Остров Маврикий получила самоуправление. В тот же день прошли выборы в Законодательный совет острова, на которых победила Лейбористская партия Сивусагура Рамгулама[30].
- 8 августа — образована Ассоциация государств Юго-Восточной Азии (АСЕАН).
- 10 августа — миссия ООН по Адену прибыла в Женеву и начала переговоры с рядом султанов и шейхов Южного Йемена. Национальный фронт освобождения оккупированного юга Йемена и другие южнойеменские политические организации осудили эти шаги миссии[25].
- 12 августа — в Южном Йемене партизаны Национального фронта захватили район Мафляхи и арестовали местного шейха[27].
- 13 августа — в Южном Йемене партизаны Национального фронта захватили районы Лахдж и Датина, местные правители скрылись[27].
- 15 августа — в США Мартин Лютер Кинг призвал чернокожих американцев развернуть кампанию массового гражданского неповиновения.
- 22 августа
  - Президент Мали Модибо Кейта распустил Национальное политбюро правящей партии Суданский союз — Африканское демократическое объединение. Власть в стране передана Национальному комитету защиты революции, который возглавил сам М. Кейта[31].
  - Хунвэйбины в Пекине обстреляли британское посольство.
- 25 августа
  - Великобритания приступила к выводу своих войск из Адена.
  - В Египте по обвинению в организации заговора посажен под домашний арест бывший первый вице-президент ОАР и главнокомандующий вооружёнными силами маршал Абдель Хаким Амер. Произведены аресты в офицерском корпусе[32].
- 27 августа — в Южном Йемене партизаны Национального фронта захватили район Авадиль[27].
- 28 августа — в Южном Йемене партизаны Национального фронта захватили районы Зангибар и Нижний Яфаи[27].
- 31 августа — на встрече президента Египта Насера и короля Саудовской Аравии Фейсала в Хартуме достигнута договорённость о выводе египетской армии из Северного Йемена в обмен на прекращение помощи йеменским монархистам[33].

### Сентябрь
- 2 сентября
  - В Южном Йемене партизаны Национального фронта захватили районы Верхний Яфаи, Эль-Касири и Эль-Акраби. Исполком Национального фронта заявил, что является единственным претендентом на власть[27].
  - Пэдди Рой Бейтс объявил о создании суверенного государства Силенд и провозгласил себя князем Роем I.
- 3 сентября
  - Швеция последней из стран континентальной Европы перешла на правостороннее автомобильное движение («День H»).
  - На президентских выборах в Южном Вьетнаме победил Нгуен Ван Тхьеу, получивший 34,8 % голосов.
- 5 сентября — Катастрофа «Ил-18» «Чехословацких авиалиний» в Гандере (Канада), погибли 37 человек.
- 8 сентября
  - Учредительное собрание Уганды одобрило новую конституцию, по которой страна стала республикой.
  - В Архангельской области потерпел катастрофу стратегический бомбардировщик «Ту-16», погиб весь экипаж, 6 человек[11].
  - В Норвежском море произошел пожар на АПЛ «Ленинский комсомол», погибли 39 человек.
- 9 сентября — в Южном Йемене партизаны Национального фронта захватили район Нижний Авалик, убив местного наместника[27].
- 10 сентября — на референдуме в Гибралтаре 12 138 жителей высказались за сохранение связей с Великобританией, а 44 жителя выступили за союз с Испанией[34].
- 14 сентября — в Южном Йемене партизаны Национального фронта захватили султанат Эль-Махра и арестовали султана[27].
- 15 сентября — радиостанция «Голос арабов» сообщила, что в госпитале Маади покончил с собой бывший вице-президент и главнокомандующий армией Объединённой Арабской Республики, Герой Советского Союза маршал Абдель Хаким Амер[35].
- 16 сентября — в Южном Йемене партизаны Национального фронта захватили султанат Эль-Каити, султан отрёкся от престола[27].
- 18 сентября — в Южном Йемене партизаны Национального фронта захватили район Бейхан, местный шериф с наследником бежали в Саудовскую Аравию[27].
- 23 сентября — в Москве подписано соглашение об оказании Советским Союзом безвозмездной военной и экономической помощи Вьетнаму.
- 26 сентября — Постановление ЦК КПСС и Совета Министров СССР «О мерах по дальнейшему повышению благосостояния советского народа» — увеличение зарплат, пособий и пенсий, увеличение отпуска и снижение налогов.
- Конец сентября — теракт на Красной площади. В сообщении в «Вечерней Москве» говорилось, что взрыв самодельного взрывного устройства совершил литовец, страдающий психическим расстройством.

### Октябрь
- 1 октября — во Франции и СССР началась трансляция телевизионных цветных телепередач системы SECAM.
- 2 октября — в Ходейде, куда из осаждённой монархистами Саны прибыли многие руководители Йеменской Арабской Республики, начались массовые демонстрации протеста[36].
- 4 октября — войска федерального правительства Нигерии полностью взяли под контроль столицу Республики Биафра город Энугу.
- 9 октября — в селении Ла-Игера (Боливия) убит партизан-революционер Эрнесто Че Гевара[37].
- 11 октября — в Афганистане вместо подавшего в отставку М. Х. Майвандваля новым премьер-министром страны временно назначен А. Яфтали.
- 12 октября
  - В СССР принят Закон о всеобщей воинской обязанности, который устанавливал новый срок службы в Советской армии — 2 года вместо 3-х (в ВМФ СССР — 3 года вместо 4-х)[38].
  - Авиакатастрофа авиалайнера de Havilland DH-106 Comet 4B в результате террористического акта.
  - Массовые беспорядки в Слуцке.
- 13 октября — В Гонконге коммунисты закладывают свыше 100 взрывных устройств.
- 15 октября — Завершено строительства монумента «Родина-мать» в Волгограде.
- 27 октября — в Южном Йемене партизаны Национального фронта вступают в шейхство Верхний Авалик[27].
- 30 октября — Впервые в космосе произведена автоматическая стыковка кораблей: ими стали советские «Космос-186» и «Космос-188».
- 31 октября — в СССР учреждён Орден Октябрьской революции и объявлена амнистия в связи с 50-летием Великой Октябрьской социалистической революции

### Ноябрь
- 1 ноября — новым премьер-министром Афганистана назначен Н. А. Эттемади.
- 2 ноября — верховный комиссар Великобритании в Адене Хэмфри Тревельян заявил о переносе сроков предоставления независимости Южному Йемену на конец ноября 1967 года[39].
- 4 ноября
  - Завершено строительство Останкинской телебашни (в то время самого высокого сооружения в мире) и телецентра «Останкино».
  - Ленинград награждён орденом Октябрьской Революции к 50-й годовщине советской власти[40].
  - Начало вещания Образовательной четвёртой программы ЦТ СССР.
- 5 ноября — свергнут вылетевший с визитом в Ирак президент Йеменской Арабской Республики маршал Абдалла ас-Салляль. Объявлено, что он смещён со всех постов и лишён всех званий. К власти пришёл Республиканский совет, который возглавил Абдуррахман аль-Арьяни[41].
- 7 ноября — в СССР отмечалось 50-летие Октябрьской революции.
- 9 ноября — старт, полёт и приводнение в Тихом океане беспилотного корабля Аполлон-4 (США).
- 10 ноября — космическая станция «Сервейер-6» совершила мягкую посадку на Луну и произвела панорамную съёмку местности.
- 14 ноября — министр иностранных дел Великобритании Джордж Браун заявил, что Южный Йемен получит независимость 30 ноября[42].
- 16 ноября — Катастрофа Ил-18 в Свердловске — крупнейшая в СССР на тот момент (107 погибших).
- 20 ноября — Катастрофа Convair 880 под Цинциннати — крупнейшая в штате Кентукки (70 погибших).
- 22 ноября
  - В Женеве начались переговоры между британским министром по делам колоний лордом Шеклтоном и лидером Национального фронта Кахтаном аш-Шааби о предоставлении независимости Южному Йемену[42].
  - Резолюция Совета Безопасности ООН о политическом урегулировании на Ближнем Востоке[43].
- 26 ноября — провозглашена Народная Республика Южного Йемена.
- 27 ноября — главный советский военный советник генерал-полковник П. Лащенко сообщил президенту Египта Г. А. Насеру, что советские военные советники приступили к своим обязанностям в египетской армии в районе Суэцкого канала.
- 28 ноября — новым президентом Габона вместо умершего Л. Мба стал А. Б. Бонго.
- 29 ноября — в Южном Йемене силы пришедшего к власти Национального фронта взяли под контроль последний континентальный султанат — Верхний Авалик. На следующий день они высадились на острове Сокотра[27]. Последний британский солдат покинул Аден[44].
- 30 ноября
  - первым президентом Народной Республики Южного Йемена стал генеральный секретарь Национального фронта Кахтан аш-Шааби, который также возглавил правительство. Распространено программное заявление Генерального руководства фронта, провозглашающее широкие социальные преобразования в стране[45].
  - В Приморском крае потерпел катастрофу стратегический бомбардировщик «Ту-16», врезавшийся в сопку, погиб весь экипаж, 6 человек[11].

### Декабрь
- 1 декабря — вступил в силу договор о создании Восточноафриканского экономического сообщества (Уганда, Кения, Танзания)[46].
- 3 декабря — в госпитале Грут Шут (Кейптаун, (ЮАР) профессор Кристиан Барнард провёл первую в истории медицины операцию по пересадке сердца, трансплантировав сердце смертельно раненой 25-летней женщины 55-летнему больному.
- 5 декабря — Массовое убийство в Дакшон: в ходе Вьетнамской войны партизаны Национального фронта освобождения Южного Вьетнама убили более 250 мирных жителей.
- 6 декабря
  - Новым президентом Уругвая вместо умершего О. Д. Хестидо стал Х. Пачеко.
  - В Северном Йемене силы монархистов перерезали дороги, ведущие из Саны в Ходейду и Таиз, и начали артиллерийский обстрел аэродрома в Рахбе и ближайших подступов к столице. Республиканские власти начали выдачу оружия добровольцам[47].
- 9 декабря — в Румынии Николае Чаушеску становится главой государства (Председателем Государственного совета) после отставки Киву Стойки, сохранив пост Генерального секретаря Румынской коммунистической партии
- 11 декабря — в Народной Республике Южного Йемена отменены британские законы. Одновременно конфискована вся частная собственность местных феодалов и бывших членов федерального правительства[48].
- 13 декабря — король Греции Константинос II бежал из страны в Рим после предпринятой им неудачной попытки свергнуть хунту «Чёрных полковников»[16].
- 17 декабря — в Народной Республике Южного Йемена введено новое административное деление на 6 провинций[48].
- 19 декабря
  - РСФСР награждена Орденом Октябрьской Революции.
  - Генеральная ассамблея ООН одобрила Соглашение о спасании космонавтов, возвращении космонавтов и возвращении объектов, запущенных в космическое пространство[49].
  - Генеральная ассамблея ООН объявила о проведении референдума в Гибралтаре, противоречащем решениям ООН и рекомендовала Великобритании и Испании продолжить переговоры о деколонизации анклава[34].
  - В результате военного переворота, произошедшего в Дагомее 17 декабря, президентом страны стал подполковник А. А. Алле.
- 25 декабря — в Москве на улице Осипенко рухнул пятиэтажный дом, похоронив под развалинами 147 человек.
- 30 декабря — Катастрофа Ан-24 под Лиепаей, 44 человека погибли. Крупнейшая авиакатастрофа в Латвии.

## Персоны года
Человек года по версии журнала Time — Линдон Джонсон, президент США.

## Родились
См. также: Категория:Родившиеся в 1967 году

### Январь
- 1 января — Шэрон Смолл, шотландская актриса.
- 2 января — Тиа Каррере, американская актриса, модель и певица.
- 4 января
  - Ксения Стриж, российская актриса, радио- и телеведущая.
  - Марина Орсини, канадская актриса.
- 7 января — Ник Клегг, британский политик и лидер партии либеральных демократов.
- 8 января — Малгожата Форемняк, польская актриса театра, кино, радио и телевидения, актриса озвучивания.
- 10 января — Трини Альварадо, американская актриса.
- 12 января
  - Рената Литвинова, российская актриса, режиссёр, сценарист, телеведущая, продюсер.
  - Блэнчард Райан, американская актриса.
- 13 января — Сьюзан Крайер, американская телевизионная актриса.
- 14 января — Эмили Уотсон, британская актриса.
- 17 января — Константин Арсенев, российский поэт-песенник, продюсер.
- 19 января — Кристин Туччи, американская актриса и певица.
- 20 января — Стейси Дэш, американская актриса, писательница и фотомодель.
- 21 января — Елена Руфанова, советская и российская актриса театра и кино.
- 24 января — Андрей Олегович Белянин, российский писатель-фантаст.
- 30 января — Сергей Чепиков, советский и российский биатлонист и лыжник, Заслуженный мастер спорта СССР.

### Февраль
- 3 февраля — Марина Трегубович, советская и российская оперная певица, актриса театра и кино, сценарист.
- 5 февраля — Фредерик Питчер, политик и президент Науру.
- 6 февраля — Олег Куваев, российский мультипликатор, сценарист, режиссёр.
- 10 февраля
  - Лора Дерн, американская актриса.
  - Винс Гиллиган, американский сценарист.
- 12 февраля — Вероника Ип, бывшая гонконгская актриса.
- 15 февраля — Келли Мениган-Хенсли, американская актриса.
- 18 февраля — Роберто Баджо, итальянский футболист.
- 19 февраля — Бенисио Дель Торо, американский актёр пуэрто-риканского происхождения
- 20 февраля
  - Курт Кобейн, лидер и вокалист группы «Nirvana» (ум. в 1994).
  - Лили Тейлор, американская актриса.

### Март
- 3 марта
  - Назаров, Геннадий Геннадьевич, российский актёр.
  - Александр Волков, советский и российский теннисист, тренер.
- 4 марта — Сэм Тейлор-Джонсон, британский режиссёр, сценарист, продюсер, актриса, художник и фотограф.
- 6 марта — Конни Бриттон, американская актриса, певица и продюсер.
- 11 марта — Синтия Клитбо, мексиканская актриса.
- 14 марта
  - Мелисса Ривз, американская актриса мыльных опер.
  - Наталья Суркова, российская актриса драматического театра и кино.
- 16 марта — Богдан Титомир, российский эстрадный певец, танцор, диджей, рэпер, телеведущий.
- 18 марта — Магулена Бочанова, чешская актриса.
- 20 марта
  - Марк Уоррен, британский киноактёр.
  - Нина Персиянинова, российская актриса театра и кино.
- 26 марта — Александра Гонен, актриса кино, театра, и телевидения.
- 27 марта — Талиса Сото, американская актриса и фотомодель.
- 28 марта — Трэйси Нидэм, американская телевизионная актриса.
- 29 марта
  - Мишель Хазанавичюс, французский режиссёр.
  - Натали Кардон, французская актриса и певица.
- 30 марта — Мэгуми Хаясибара, японская певица и сэйю.
- 31 марта — Татьяна Шалковская, актриса МХАТ им. М. Горького, заслуженная артистка России (1998).

### Апрель
- 4 апреля — Дмитрий Нагиев, российский актёр, музыкант, певец, шоумен, теле- и радиоведущий.
- 7 апреля — Константин Кистень, российский военнослужащий, майор ВВС РФ, Герой Российской Федерации.
- 9 апреля — Сергей Калугин, гитарист, автор песен, лидер группы Оргия Праведников
- 15 апреля — Дара Торрес, американский спортсмен, пловец.
- 17 апреля — Мухамед Фазлагич, боснийский певец и музыкант, фронтмен сараевской группы «Fazla», впервые представлявшей Боснию и Герцеговину на конкурсе песни Евровидение.
- 18 апреля — Мария Белло, американская актриса.
- 22 апреля
  - Константин Бояндин, российский писатель-фантаст.
  - Шерил Ли, американская актриса.
  - Шерри Шеперд, американская телеведущая, комедиантка, актриса и писательница.
- 23 апреля — Мелина Канакаредес, американская актриса.
- 26 апреля
  - Жан-Батист, Мэрианн, британская актриса, певица, композитор, режиссёр и сценарист.
  - Тревин МакДауэлл, британская актриса.
- 27 апреля — Виллем-Александр, король Нидерландов.
- 28 апреля
  - Кэри Вюрер, американская актриса, фотомодель и певица.
  - Моник Ноэль, американская актриса и фотомодель.
- 30 апреля — Филипп Киркоров, советский и российский эстрадный певец, актёр, композитор, продюсер и артист.

### Май
- 9 мая — Фёдор Бондарчук, российский актёр, режиссёр и кинопродюсер.
- 15 мая
  - Бриджит Бако, канадская актриса, продюсер и сценарист.
  - Мадхури Дикшит, индийская актриса.
- 19 мая — Джеральдин Сомервилль, британская актриса.
- 20 мая — Гоша Куценко, российский актёр.
- 22 мая — Брук Смит, американская актриса.
- 27 мая — Мария Шукшина, российская киноактриса и телеведущая. Заслуженная артистка России (2008).
- 29 мая — Ирина Полянская, российская актриса театра и кино.
- 31 мая — Сандрин Боннер, французская актриса.

### Июнь
- 5 июня
  - Елена Воробей, российская эстрадная актриса и пародистка.
  - Валдис Пельш, российский музыкант, шоумен, телевизионный ведущий, продюсер.
- 6 июня
  - Владимир Александрович Лёвкин, бывший участник группы «На-на».
  - Пол Джаматти, американский актёр, комик.
- 7 июня
  - Дэйв Наварро, гитарист Red Hot Chili Peppers с 1993 по 1998 годы.
  - Юрий Степанов, российский актёр (ум. в 2010).
- 12 июня — Фрэнсис О’Коннор, австралийская киноактриса.
- 16 июня — Юрген Клопп, главный тренер английского клуба «Ливерпуль».
- 20 июня — Николь Кидман, австралийско-американская актриса, певица и продюсер.
- 20 июня — Пачи Шабьер Лесама Перьер, испанский баскский скульптор и писатель.
- 21 июня — Йинглак Чиннават, 28-й премьер-министр Таиланда.
- 24 июня — Рихард Круспе, соло-гитарист немецкой индастриал-метал группы Rammstein.
- 28 июня — Яна Поплавская, советская и российская актриса и телеведущая.
- 29 июня — Мелора Хардин, американская актриса.

### Июль
- 1 июля — Памела Андерсон, американская актриса и фотомодель.
- 16 июля — Уилл Феррелл, американский комедийный актёр.
- 18 июля — Вин Дизель, американский актёр, сценарист, режиссёр и продюсер.
- 19 июля — Яэль Абекассис, израильская актриса, кинопродюсер и фотомодель.
- 23 июля — Филип Сеймур Хоффман (ум.2014), американский актёр.
- 25 июля — Мэтт Леблан, американский актёр, лауреат «Золотого глобуса».
- 26 июля — Джейсон Стейтем, английский актёр.

### Август
- 3 августа — Матьё Кассовиц, французский актёр, режиссёр и сценарист.
- 7 августа — Евгений Платов, российский фигурист, заслуженный мастер спорта России.
- 11 августа — Массимилиано Аллегри, итальянский футболист и тренер.
- 13 августа — Анна Терехова, советская и российская актриса театра и кино, заслуженная артистка России (2006).
- 14 августа — Сергей Галицкий, российский предприниматель.
- 21 августа
  - Серж Танкян, вокалист американской рок-группы System of a Down.
  - Керри-Энн Мосс, канадская актриса, модель.
- 22 августа — Лейн Стейли, американский музыкант, вокалист рок-группы Alice in Chains. (ум. в 2002)
- 30 августа — Тимур Кизяков, российский телеведущий программы «Пока все дома».

### Сентябрь
- 2 сентября — Остап Ступка, украинский актёр театра и кино, телеведущий. Народный артист Украины (2009).
- 3 сентября — Дрена Де Ниро, американская актриса и кинопродюсер.
- 4 сентября — Ольга Егорова, советская и российская актриса театра и кино.
- 5 сентября — Маттиас Заммер, немецкий футболист.
- 7 сентября
  - Ната́лия Вёрнер, немецкая актриса.
  - Лесли Джонс, американская комедийная актриса и сценарист.
- 10 сентября — Нина Репета, американская актриса, певица, музыкант, автор песен и художница.
- 18 сентября — Тара Фицджеральд, британская актриса театра, кино и телевидения.
- 19 сентября — Карелин, Александр Александрович, спортсмен, борец.
- 20 сентября — Кристен Джонстон, американская актриса и комедиантка, лауреат двух премий «Эмми».
- 23 сентября
  - ЛизаРэй МакКой-Мисик, американская актриса, фотомодель и модельер.
  - Алёна Михайлова, российский музыкальный продюсер.
- 25 сентября — Мелисса де Соуса, американская актриса.
- 28 сентября
  - Мира Сорвино, американская актриса.
  - Мун Заппа, американская актриса, кинорежиссёр, сценарист, кинопродюсер, музыкант и писательница.
- 29 сентября — Ольга Толстецкая, советская и российская актриса театра и кино.
- 30 сентября — Андреа Рот, канадская актриса.

### Октябрь
- 4 октября — Лев Шрайбер, американский актёр.
- 5 октября — Гай Пирс, австралийский актёр.
- 7 октября — Тони Брэкстон, американская певица в стиле ритм-н-блюз, поп и соул, автор песен и актриса.
- 9 октября — Георге Попеску, румынский футболист.
- 12 октября — Саара Куугонгельва-Амадхила, премьер-министр Намибии с 2015 года.
- 13 октября
  - Кейт Уолш, американская актриса.
  - Галина Тюнина, российская актриса театра и кино.
- 21 октября — Дмитрий Гордон, украинский журналист и телеведущий.
- 24 октября — Жаклин Маккензи, австралийская актриса.
- 26 октября — Кит Урбан, американский (по происхождению из Австралии, родился в Новой Зеландии) певец кантри.
- 27 октября — Скотт Уайланд, американский музыкант, вокалист и бывший фронтмен рок-группы Stone Temple Pilots. (ум. в 2015)
- 28 октября — Джулия Робертс, американская киноактриса.
- 29 октября — Руфус Сьюэлл, английский актёр.

### Ноябрь
- 1 ноября — Тина Арена, австралийская певица, автор песен, пианистка, музыкальный продюсер, актриса и сценарист.
- 5 ноября — Джуди Рейес, американская телевизионная актриса.
- 7 ноября
  - Оксана Фандера, российская актриса.
  - Давид Гетта, французский House DJ.
  - Джули Пинсон, американская телевизионная актриса.
- 8 ноября — Кортни Торн-Смит, американская актриса.
- 10 ноября — Джим Джиллетт, американский певец, фронтмен группы Nitro.
- 13 ноября — Джухи Чавла, индийская актриса и продюсер.
- 14 ноября — Патрисия Перейра, перуанская и мексиканская актриса.
- 16 ноября — Лиза Боне, американская актриса.
- 22 ноября
  - Борис Беккер, немецкий теннисист.
  - Марк Руффало, американский актёр.
- 23 ноября — Салли Ричардсон-Уитфилд, американская актриса.
- 24 ноября — Мирьяна Йокович, югославская и сербская актриса.
- 28 ноября — Анна Николь Смит, американская фотомодель (ум. в 2007).

### Декабрь
- 5 декабря — Франк Лук, немецкий биатлонист, двукратный олимпийский чемпион (1994, 1998), 11-кратный чемпион мира.
- 6 декабря — Джудд Апатоу, американский кинорежиссёр.
- 11 декабря — Мо’Ник, американская актриса и комик, лауреат премий «Оскар», BAFTA, «Золотой глобус», «Независимый дух» и Премии Гильдии киноактёров США.
- 13 декабря — Джейми Фокс, американский актёр, певец.
- 16 декабря — Миранда Отто, австралийская актриса.
- 17 декабря — Джиджи Д'Агостино, итальянский музыкант и диджей.
- 20 декабря — Дмитрий Быков, российский писатель, журналист, поэт, кинокритик, сценарист.
- 21 декабря — Михаил Саакашвили, президент Грузии с 2004 по 2013 годы.
- 22 декабря
  - Дан Петреску, румынский футболист, тренер.
  - Кьяра Казелли, итальянская актриса и фотограф.
- 23 декабря — Карла Бруни-Саркози, итало-французская топ-модель, композитор, поэтесса-песенница и певица, а также экс-первая леди Французской республики.
- 25 декабря
  - Шамин Ли, американская актриса.
  - Олег Тиньков, российский бизнесмен.
- 27 декабря — Митзи Мартин, американская актриса и модель.
- 28 декабря — Паула Перейра, бразильская актриса.

## Скончались
См. также: Категория:Умершие в 1967 году
Список умерших в 1967 году
- 3 января — Джек Руби, убийца Ли Харви Освальда.
- 18 февраля — Роберт Оппенгеймер, руководитель «Проекта Манхэттен», учёный-физик.
- 31 марта — Родион Малиновский, советский военачальник, Маршал Советского Союза, министр обороны СССР, дважды Герой Советского Союза.
- 19 апреля — Конрад Аденауэр, первый федеральный канцлер ФРГ в 1949 — 1963 годах (род. 1876).
- 24 апреля — Владимир Комаров, советский космонавт, полковник ВВС, дважды Герой Советского Союза.
- 10 июня — Спенсер Трейси, американский актёр.
- 16 июня — Эжени Коттон, французская общественная деятельница, физик, одна из инициаторов создания и президент Международной демократической федерации женщин (род. 1881).
- 26 июня — Франсуаза Дорлеак, французская актриса.
- 7 июля — Вивьен Ли, английская актриса («Унесённые ветром»)
- 12 июля — Отто Нагель, немецкий живописец и график.
- 24 июля — Эрнестас Галванаускас, литовский государственный деятель, премьер-министр Литвы в 1922—1924 годах.
- 15 августа — Рене Магритт, бельгийский художник-сюрреалист.
- 19 августа — Хьюго Гернсбек, американский инженер, бизнесмен, издатель и писатель, которому принадлежит изобретение термина «научная фантастика».
- 25 августа — Пол Муни, американский киноактёр, лауреат премии «Оскар» (род. 1895).
- 25 августа — Джордж Рокуэлл, основатель Американской нацистской партии.
- 27 августа
  - Сильвио Майорга, никарагуанский революционер, один из основателей Сандинистского фронта национального освобождения.
  - Брайан Эпстайн, менеджер группы «Битлз» с 1962 по 1967.
- 31 августа — Илья Эренбург, советский писатель, мемуарист, общественный деятель.
- 4 сентября — Михаил Евдокимов-Рокотовский советский учёный-строитель СССР.
- 27 сентября — Феликс Юсупов (род. 1887), князь, один из убийц Григория Распутина.
- 1 октября — Александр Васильевич Немитц, российский и советский флотоводец, командующий Морскими силами РСФСР, вице-адмирал (р. 1879).
- 3 октября — Вуди Гатри, американский певец, музыкант.
- 8 октября — Эрнесто Че Гевара, латиноамериканский революционер.
- 9 октября — Андре Моруа, французский писатель.
- 15 октября — Марсель Эме, французский писатель.
- 17 октября — Пу И, последний император Китая.
- 29 октября — Леонид Воинов, советский музыкант, композитор и дирижёр.
- 19 ноября — Жуан Гимарайнш Роза, бразильский писатель.
- 25 ноября — Осип Цадкин, французский скульптор.
- 11 декабря — Сидор Ковпак, командир 1-й Украинской партизанской дивизии, генерал-майор, дважды Герой Советского Союза.

## Нобелевские премии
- Физика — Ханс Альбрехт Бете — «За вклад в теорию ядерных реакций, особенно за открытия, касающиеся источников энергии звёзд».
- Химия — Манфред Эйген — «За исследования экстремально быстрых химических реакций, стимулируемых нарушением равновесия с помощью очень коротких импульсов энергии», Рональд Джордж Рейфорд Норриш и Джордж Портер — «За проведённое ими исследование сверхбыстрых химических реакций с помощью смещения молекулярного равновесия очень коротким импульсом».
- Медицина и физиология — Рагнар Гранит, Холден Хартлайн, Джордж Уолд — «За открытия, связанные с первичными физиологическими и химическими зрительными процессами, происходящими в глазу».
- Литература — Мигель Анхель Астуриас — «За яркое творческое достижение, в основе которого лежит интерес к обычаям и традициям индейцев Латинской Америки».
- Премия мира — Премия не присуждалась.